# Dana Masters

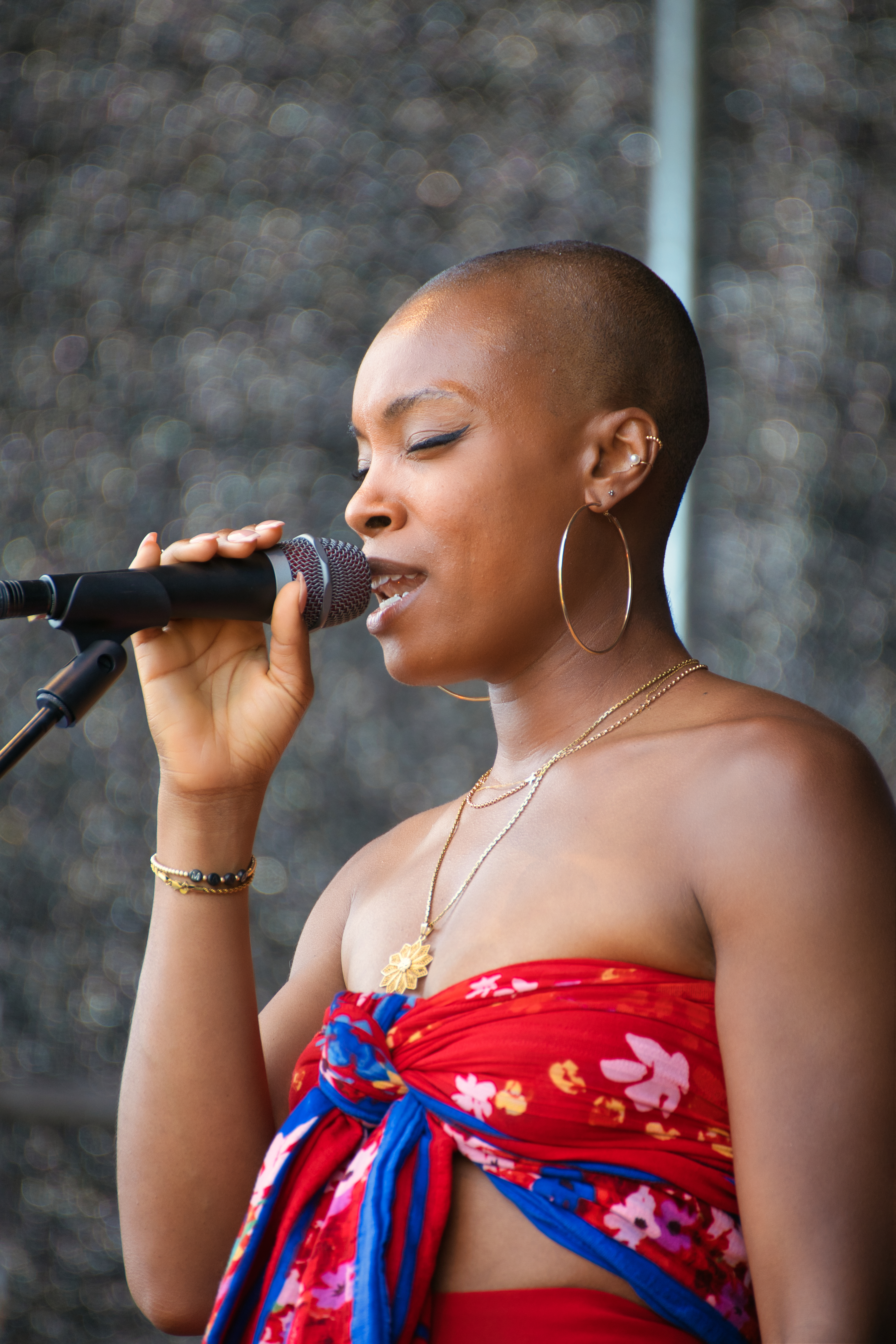
Dana Masters

Dana Masters (* um 1982) ist eine amerikanische Soul- und Jazzsängerin, die in Nordirland lebt.

## Leben und Wirken
Masters stammt aus Columbia (South Carolina) und wuchs in einer Familie auf, die aktiv an der Bürgerrechtsbewegung teilnahm. Nach der Schulausbildung verließ sie mit 17 Jahren ihr Elternhaus, um sich der Musik zu widmen. Sie lebte vier Jahre lang in Minneapolis, wo sie mit dem Gitarristen von Prince zusammenarbeitete, und ging dann nach Los Angeles (wo sie mit Kanye West auftrat). Nach ihrer Heirat zog sie 2008 nach Nordirland, wo sie in Lisburn mit ihrer Familie wohnt.
Über den Trompeter Linley Hamilton kam Masters in die nordirische Jazzszene und arbeitete mit den Masters of Jazz. Seit 2014 trat sie mit Van Morrison auf; sie ist an mehreren Alben von ihm beteiligt und war mit ihm sechs Jahre lang auf Tournee. 2014 sang sie bei den BBC Proms; als Gesangssolistin hatte sie Live-Auftritte bei BBC Radio 4 und bei RTÉ Radio 1. Mit ihrer eigenen Band veröffentlichte sie mehrere EPs und trat 2017 beim Cathedral Quarter Arts Festival in Belfast auf. 2022 gastierte Masters mit ihrer Band beim INNtöne Jazzfestival, wo sie das Publikum begeisterte (Konzertmitschnitt bei Oe1); 2024 stellte sie beim Festival da Jazz in St. Moritz ihr Debütalbum Real Good Mood vor (Konzertmitschnitt bei SRF). Mit Keith & Kristyn Getty veröffentlichte sie 2022 das Album Come to Jesus (Rest in Him). Sie ist weiterhin auf Linley Hamiltons Album Making Other Arrangements zu hören.